# 齊爾瓦峰
66°45′S 65°23′W / 66.750°S 65.383°W
齊爾瓦峰（英語：Zilva Peaks），是南極洲的山峰，位於葛拉漢地西岸的盧貝海岸，由英國南極名稱諮詢委員會命名，該山峰現時由南極條約體系管理。